# Domici Mars
Domici Mars (en llatí Domitius Marsus) va ser un poeta romà que va viure en temps d'August al segle i aC. Pel seu cognom es dedueix que era d'origen mars (un poble italià) que hauria estat adoptat per algun membre de la gens Domícia. Va ser company de Virgili i Tibul i contemporani d'Horaci.
Era viu encara al 18 aC, quan va dedicar un epitafi a Tibul, però potser l'any 9 ja era mort o va morir poc després. Va formar part del cercle d'amics de Mecenàs que el va protegir. Va escriure diversos poemes de tota mena, els més destacats dels quals eren uns epigrames generalment eròtics. També va escriure unes elegies eròtiques anomenades Melaenis, i una col·lecció d'epigrames funeraris i satírics i sobre l'actualitat política, com a treballs destacats. Marc Valeri Marcial va ser el seu principal seguidor i admirador. Quintilià diu que va escriure un treball en prosa anomenat De urbanitate.